# Jos Orelio

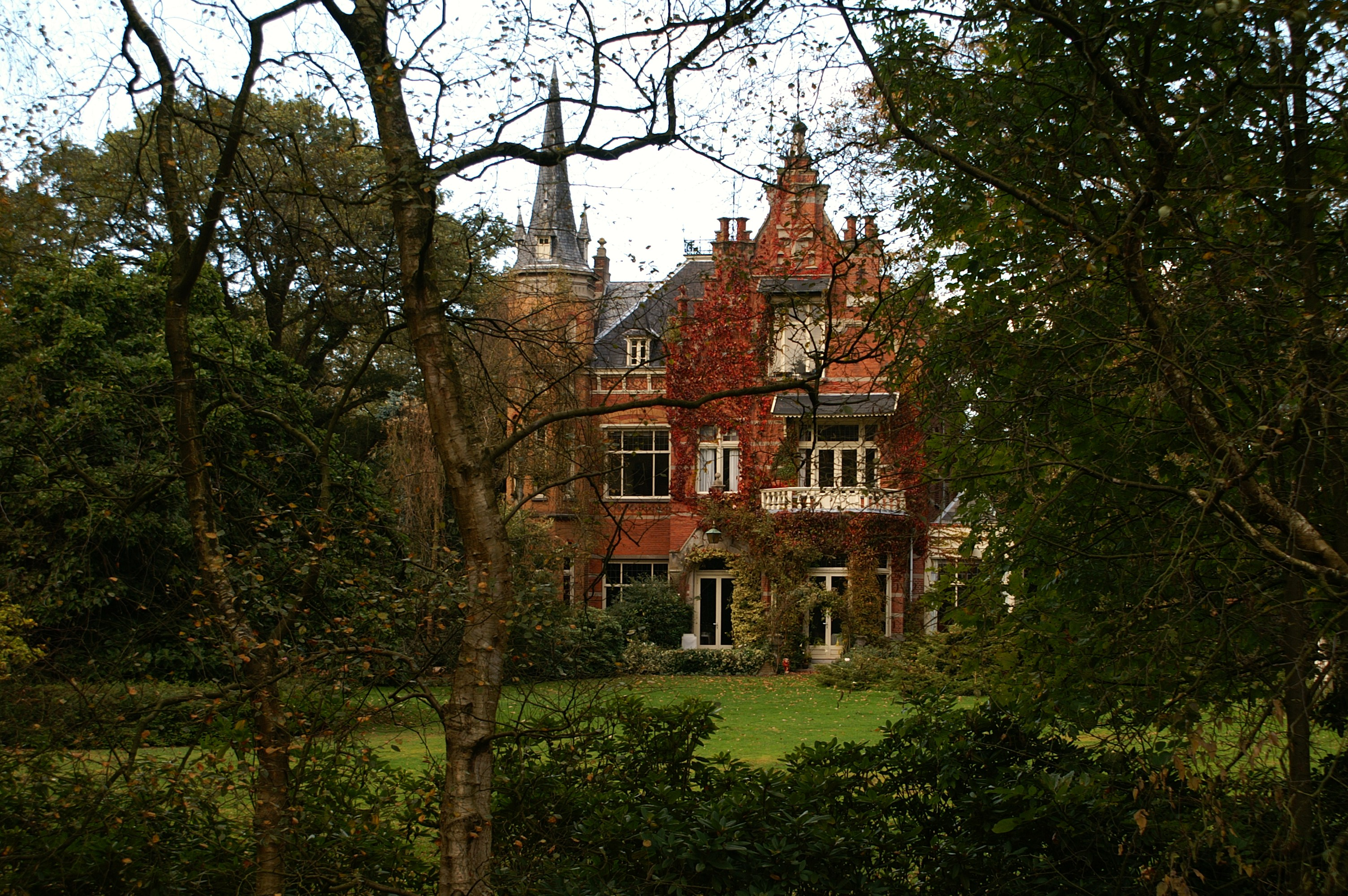
Villa Amelie (ongedateerd)

Josef Marie Theodor (Jos) Orelio, voor intimi Jef Orelio, (Den Bosch, 10 april 1854 – Den Haag, 25 maart 1926) was een Nederlands bariton.

## Jos Orelio
Hij was zoon van huisschilder Joseph Orelio en Maria Ida Tonnon. Zelf huwde hij in 1888 met zangeres Amélie van Zant.
Al op jeugdige leeftijd had hij als jongen een zuivere sopraanstem, maar het zag er toen niet naar uit dat hij de muziekwereld in zou gaan. Hij kreeg onderricht tot onderwijzer aan de rijksnormaalschool in zijn geboortestad (1870-1874), en werd na het behalen van zijn onderwijsdiploma in 1875 (assistent-)onderwijzer te Dordrecht. Ondertussen bleef hij zingen in koren, een van die koren stond onder leiding van Cornelis van der Linden; Wilhelmina Gips en Van der Linden ontdekten zijn stem, Gips nam hem  als leerling aan, maar later kregen Gips en Orelio ruzie, hetgeen een tijdelijke stop van zijn zangloopbaan betekende. In die periode trok Orelio soms naar Rotterdam om daar de Duitse Opera te bezoeken. In Den Haag werd hij herontdekt door Richard Hol (1885-1887), die hem overhaalde naar Utrecht te gaan, alwaar hij les begon te geven aan het Utrechtse Muziekschool van Cornelis Coenen.
Zijn naam als zanger raakte steeds meer bekend, zekere toen hij in 1886 lid werd van het net opgerichte gezelschap Hollandsche Opera te Amsterdam van Johannes George de Groot; hij kon gaan zingen in de Parkschouwburg. J.G. De Groot vertrok na ruzie inclusief de familie Orelio naar de Nederlandse Opera en dus konden ze gaan zingen in de Stadsschouwburg. Hij combineerde het nog met een studie bij Johannes Messchaert en in Parijs. Zijn loopbaan verdeelde hij tussen het zingen van opera’s, oratoria en recitals, waarbij hij zich soms liet begeleiden door Gottfried Mann. Voor wat betreft opera’s beperkte hij zich niet tot een speciaal genre (Nederlandse, Franse of Duitse), maar pakte alles aan. Zijn goede Duitse uitspraak gaf hem een voorsprong bij opera’s van Richard Wagner; hij vond zichzelf nog niet goed genoeg en reisde naar München om de rol van Hans Sachs in Die Meistersinger von Nürnberg verder aan te scherpen bij Eugen Gura. Er druppelden verzoeken binnen van buitenlandse gezelschappen of zijn docentschap; hij bleef echter in Nederland, maar gaf wel uitvoeringen in West-Europa, maar ook Moskou zag hem optreden. Hij was bij Nederlandse concerten promotor van het Nederlandstalig lied, die hij uitvoerde tijdens concerten voor de “volksklasse”, vaak zong hij er liedjes die verzameld waren door Frits Coers. In 1903 viel de Nederlandse Opera uit elkaar en Orelio zat zonder werk. Hij ging zich bemoeien met het Bossche Concertgebouw (Orelio en Co), maar dat kwam niet van de grond; hij verloor een deel van zijn vermogen. Een concertreizen naar Nederlands-Indië (1904-1905) bracht nog enige verlichting, maar in de jaren daarop moest zijn steeds vaker meezingen met wat in zijn ogen amateurs waren. Zijn gezondheid begon hem in de jaren tien in de steek te laten; hij ging zich beperken tot zangles geven en in 1914 kwam zijn afscheidsconcert in Dordrecht. Om hem financieel te ondersteunen werd een Oreliofonds opgericht, maar dat was onvoldoende om een normaal leven te leiden. Die zwakke gezondheid noopte hem om in Zandvoort aan Zee te gaan wonen, maar de suikerziekte bleef zijn tol eisen; in 1924 trok het echtpaar naar Den Haag, ontsnappend aan de winterse stilte van Zandvoort. Het paar raakte verder in de vergetelheid, na zijn overlijden kwam hij weer even in de aandacht.
Jos Orelio stierf in armoedige omstandigheden thuis. Hij werd begraven op Zorgvlied. Zijn vrouw werd in februari 1930 bijgezet. Zijn stem is bewaard gebleven middels enkele opnamen; helaas stammen de opnamen niet uit zijn piekperiode.
In 1902 vierde hij zijn 25-jarig jubileum als zanger, later volgde nog een 40-jarig jubileum. Hij kreeg diverse onderscheidingen van muziekverenigingen. Koningin Wilhelmina der Nederlanden benoemde hem tot ridder in de Orde van Oranje-Nassau. De familie liet in 1900 aan de Sint-Michielgestelseweg 1c in Vught Villa Amélie bouwen door timmerman, metselaar, aannemer handelend als architect J,G.Th. Aerden (Joannes Gerardus Theorus Aerden, 1839-1907), alhoewel Vughtenaren het Villa Orelio noemden; het echtpaar moest het gebouw in 1911 gedwongen verkopen. In mei 1917 werd het paar failliet verklaard; het faillissement werd in november 1917 opgeheven. In de 21e eeuw staat het bekend als Villa Leeuwenhof en is het een rijksmonument (521333). Elders in de stad kent Vught de Oreliosingel, Den Bosch kent de Oreliostraat .

## Concertgebouworkest
Orelio trad gedurende zijn leven dertig maal op met het Concertgebouworkest. Hij werd daarin geleid door de meest uiteenlopende dirigenten: Willem Kes, Julius Röntgen, Philip Loots, Daniël de Lange, Henri Viotta, Willem Robert, Cornelis van der Linden, Willem Mengelberg, Henri François Robert Brandts Buys, Richard Hol, Emile von Brucken Fock, Simon van Milligen stonden voor zijn neus. Zijn stem gaf kracht aan uitvoeringen van bekende werken (Ein deutsches Requiem van Johannes Brahms) tot volslagen onbekend werk (St Joseph Oratorium van priestercomponist Johan Anton Stephan van Schaik (1862-1927).

## Amelie Orelio
Rosalia Maria Amelia ’s Jongers genaamd van Zant (Diest, 26 juni 1858 – Utrecht, 24 februari 1930) was Belgisch coloratuursopraan, zong eerst bij Schouwburg Frascati van Gustave Prot en vanaf 1887/1888 bij de Hollandsche Opera. Ze zong nog enige tijd na haar huwelijk en wendde zich tot “huiselijke verplichtingen” en zanglessen. Zij was eerder getrouwd met Albert Jean Ghislain Edmond van Zantvoorde. Ze schreef met Aan de muziek, een wals voor accordeon minstens één compositie. Ze overleed te Utrecht, wonend in Den Haag.